# Thyrgis marginata
Thyrgis marginata är en fjärilsart som beskrevs av Butler 1876. Thyrgis marginata ingår i släktet Thyrgis och familjen björnspinnare. Inga underarter finns listade i Catalogue of Life.